# Julián Colombo

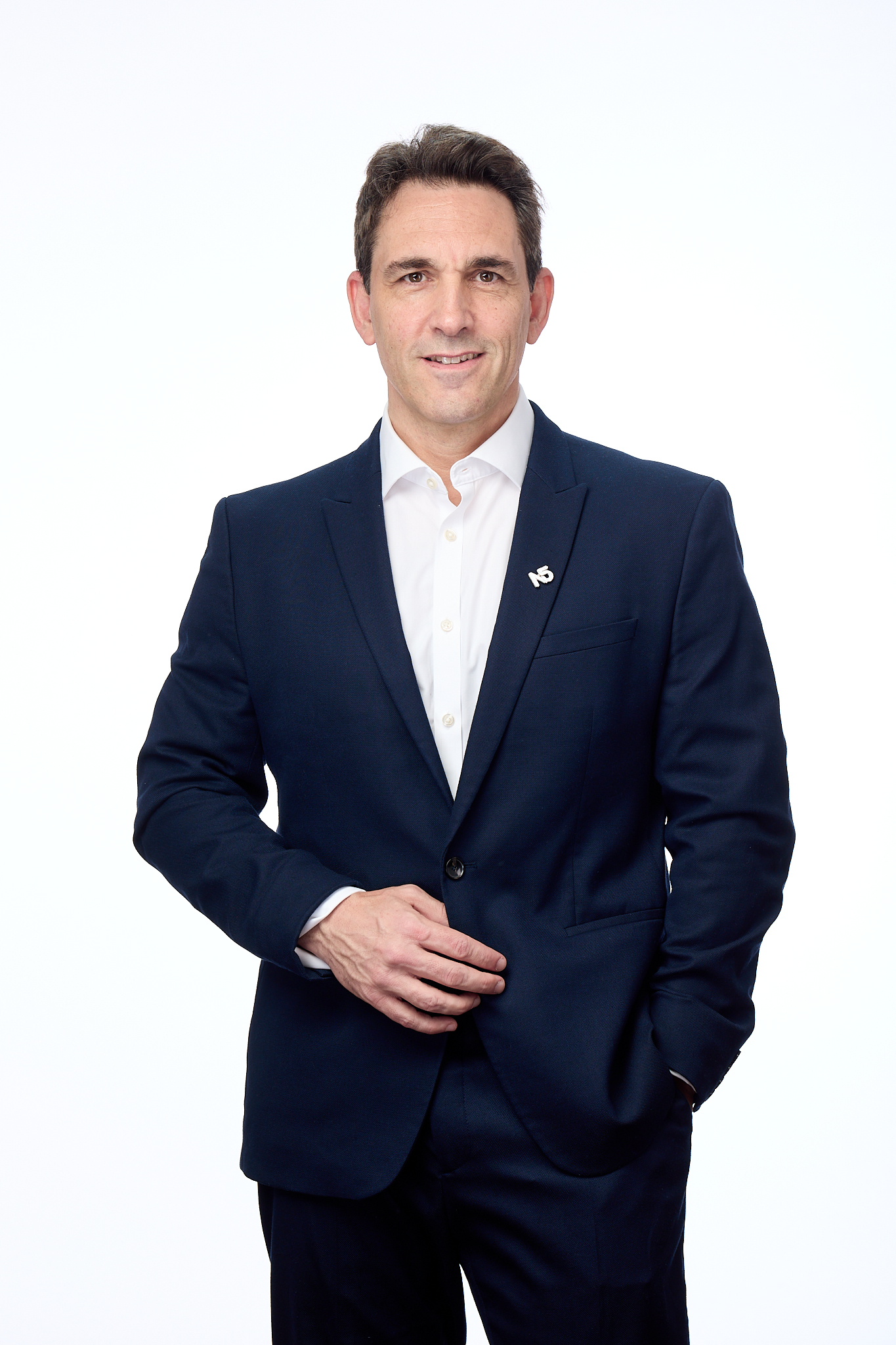
Julián Colombo

Julián Colombo é um político argentino que foi deputado no Parlamento da Argentina entre 2015 e 2019.
Em setembro de 2017, Colombo assumiu como diretor executivo da N5 Now, empresa que foi eleita como uma das 10 Promessas da Forbes para 2024.

## Educação
De 1991 a 1996, Julian Colombo obteve um Bacharelado de Ciência em Economia na Pontificia Universidad Católica Argentina “Santa María de los Buenos Aires”, onde criou a revista Ucanomics. Entre 1993 e 1995, ele também completou um Bacharelado de Artes em Jornalismo na mesma universidade. Mais tarde, ele frequentou a Harvard Business School, focando-se em Vendas, Distribuição e Operações de Marketing.

## Carreira
Julian Colombo começou a sua carreira em janeiro de 1998 como Representante de Vendas na Internet Securities, na Argentina, um cargo que manteve até dezembro de 1998. De novembro de 1998 a agosto de 2002, ele trabalhou como Gestor de Produto na área das Poupanças e Depósitos no Banco Santander Rio, na Argentina.
Em agosto de 2002, Colombo integrou o Banco Santander México como Gestor para o Segmento de Clientes de Afluência em Massa, um papel que desempenhou até agosto de 2004. Ele depois mudou-se para o Santander Brasil, para trabalhar como Diretor de Estratégia Comercial, de agosto de 2004 a dezembro de 2006, tendo supervisionado incentivos, ferramentas comerciais, previsões de vendas, campanhas de marketing e estratégias de inteligência empresarial.
De dezembro de 2006 a maio de 2011, trabalhou como Diretor de Banca a Retalho para a América Latina no Grupo Santander em Madrid, Espanha, assumindo a responsabilidade pela direção estratégica, crescimento do mercado e rentabilidade do segmento da banca a retalho em oito países da América Latina.
Entre abril de 2011 e abril de 2014, Colombo foi Diretor Executivo de Clientes, BI e CRM no Banco Santander Chile, assumindo as rédeas da inteligência empresarial, iniciativas de CRM e estratégia de retalho para os clientes. De abril de 2014 a setembro de 2017, trabalhou como Diretor de Gestão Global de CRM e Inteligência Empresarial no Banco Santander em Madrid, focando-se na transformação digital e em ferramentas comerciais. Em setembro de 2017, Julian Colombo tornou-se CEO da N5 Now, uma empresa com sede em Nova Iorque e especializada na transformação digital da indústria financeira.

## Carreira política
Colombo foi deputado no Parlamento da Argentina entre 2015 e 2019. Durante o seu mandato, dedicou-se à promoção de políticas na promoção de políticas de modernização económica, impulsionando iniciativas legislativas para fomentar a adoção de tecnologia financeira (fintech) e a inclusão financeira.